# كارول بامفورد
كارول بامفورد (بالإنجليزية: Carole Bamford)‏ هي فلاحة وسيدة أعمال بريطانية، ولدت في 1946 في نوتنغهام في المملكة المتحدة.